# طنجور (شيروان)
طنجور (بالفارسية: طنجور) هي مستوطنة تقع في إيران في قسم شیروان الريفي. يقدر عدد سكانها بـ 1,156 نسمة .